# Мессинг, Иоахим
Иоахим Мессинг (Joachim Wilhelm «Jo» Messing; 10 сентября 1946, Дуйсбург, Германия — 13 сентября 2019) — немецко-американский молекулярный биолог и генетик, специалист по геномике и биотехнологии, воследствии сосредоточившийся на генетике растений.
Профессор Ратгерского университета и директор при нём Waksman Institute of Microbiology, член Леопольдины (2007) и Национальной академии наук США (2015). Лауреат премии Вольфа по сельскому хозяйству (2013). Самый высокоцитируемый учёный 1980-х согласно ISI.

## Биография
Его отец был каменщиком, и Иоахим стал первым в своей семье, кто отправился получать высшее образование. Он поступил на фармацию и оплачивал свою учёбу, работая фармацевтом. В 1968 году получил степень бакалавра фармации, а в 1971 году — магистра фармации, учился в Свободном университете Берлина. Когда он решил заняться докторской по биохимии, то встретился с Нобелевским лауреатом Феодором Линеном, который направил его изучать ДНК и поспособствовал устройству в соответствующую лабораторию в Институте биохимии им. Макса Планка в Мюнхене. Уже спустя первые три месяца своей аспирантуры Мессинг публикуется в Nature New Biology. В 1975 году получил докторскую степень (Dr. rer. nat.) по биохимии в Мюнхенском университете Людвига Максимилиана. В 1975—1978 годах работал во всё той же лаборатории в Мюнхене. В 1978 году перебрался в Калифорнийский университет в Сан-Франциско, где провёл несколько месяцев, а затем — в Калифорнийский университет в Дейвисе. В 1980—1985 годах преподавал в Миннесотском университете: ассистент-профессор, с 1982 года ассоциированный профессор, с 1984 года профессор биохимии. С 1985 года Университетский профессор молекулярной биологии Ратгерского университета, где основал кафедру генетики и кафедру молекулярной биологии и биохимии, и с 1988 года возглавлял институт микробиологии при нём Waksman Institute of Microbiology.
Член Американской академии искусств и наук (2016) и American Academy of Microbiology (2015).
Фелло Американской ассоциации содействия развитию науки (2002).
Отмечен Honor Award министра сельского хозяйства США (2004) и Promega Biotechnology Research Award от American Society for Microbiology (2014).